# Sala Polivalentă „Rapid”
Sala Polivalentă CFR „Rapid”, situată pe Calea Giulești nr. 18, este o arenă multifuncțională din municipiul București, România. Proprietarul sălii este Clubul Sportiv Rapid București, aflat în subordinea Ministerului Transporturilor. Sala este folosită ca bază locală pentru echipele masculine și feminine de baschet, volei și handbal ale clubului, dar este închiriată la meciurile proprii și de alte echipe sportive din oraș, inclusiv de câștigătoarea Ligii Campionilor EHF 2015-16, CSM București. Capacitatea sălii este de 1.500 de locuri.

## Facilități
Sala Sporturilor Olimpia cuprinde terenuri artificiale omologate de baschet, volei și handbal, dar are și spații unde se poate practica fitness. Suprafața de joc este din parchet.

## Omologare
În august 2017, Federația Română de Handbal a remis Clubului Sportiv Rapid o înștiințare precizând că Sala Polivalentă „Rapid” a fost selectată pentru a găzdui eventuale partide de la o viitoare ediție de Campionat Mondial de handbal. Federația Română de Handbal și-a făcut cunoscută intenția de a depune dosare de candidatură pentru a găzdui Campionate Mondiale la categoriile juniori sau tineret, masculin și feminin, în oricare din anii 2020, 2021 și 2022.